# اللغات النيلية الشرقية
اللغات النيلية الشرقية هي واحدة من الفروع الأساسية الثلاثة للغات النيلية، وهي نفسها تنتمي إلى المجموعة الفرعية للغات للنيلية الصحراوية والسودانية الشرقية، يُعتقد أنها بدأت في الانقسام منذ حوالي 3000 عام، وانتشر متحديثيها جنوبًا من موطن أصلي في إقليم الاستوائية في جنوب السودان. يتم التحدث بها عبر منطقة كبيرة في شرق إفريقيا، تتراوح من إقليم الاستوائية إلى مرتفعات تنزانيا. المتحدثون هم في الغالب رعاة يعيشون في سهول شبه قاحلة أو قاحلة.